# Huatecalco
Huatecalco es una localidad del estado mexicano de Morelos. Es parte del municipio de Tlaltizapán.

## Toponimia
El nombre «Huatecalco» proviene de los términos en náhuatl: huacqui, seco; tetl, piedra; calli, casa; co, locativo. Su significado es «En la casa de piedra seca».

## Demografía
| Gráfica de evolución demográfica |
|                                  |

| Censo | Población |
| ----- | --------- |
| 1900  | 332       |
| 1910  | 259       |
| 1921  | 271       |
| 1930  | 302       |
| 1940  | 408       |
| 1950  | 503       |
| 1960  | 745       |
| 1970  | 1165      |
| 1980  | 1662      |
| 1990  | 2099      |
| 2000  | 2876      |
| 2010  | 3332      |
| 2020  | 3729      |